# كمير
الكُمَيْر أو الهِميان أو حقيبة الخصر هي حقيبةٌ صغيرةٌ من القماش تُرتَدى مثل حزام حول الخصر باستخدام حزام فوق الوركين الذي يُؤمنها بنوع من الأبازيم. قد تحتوي الأحزمة شرائح ثلاثية الانزلاق، ما يجعلها قابلة للتعديل لتناسب الخصر. يُرتدى الكُمير بحيث تكون الحقيبة في المقدمة، إلا أنه يمكن أن يُجعل فوق الأرداف.

## التأثيل
الهِميان كلمة ذات أصل فارسي من «هَميان» ومعناه كيس الدراهم وكان الناس قديمًا يتمنطقون به. وقول يتمنطقون به يعني يضعونه عند الناطقة أي الخاصرة وهذا الشيء يُسمَّى مِنطقة أيضًا.